# Tejoasri
Tejoasri is een bestuurslaag in het regentschap Lamongan van de provincie Oost-Java, Indonesië. Tejoasri telt 3428 inwoners (volkstelling 2010).